# Velika nagrada Italije 1936
Velika nagrada Italije 1936 je bila četrta in zadnja dirka v sezoni 1936 Evropskega avtomobilističnega prvenstva. Potekala je 13. septembra 1936 na italijanskem dirkališču Autodromo Nazionale Monza.

## Poročilo

### Pred dirko
Steza je bila enaka kot lani, dodane so bile le štiri šikane za upočasnitev dirkačev. Dirkači Mercedes-Benza so dirko izpustili, nastopali pa so dirkači ostalih treh večjih moštev, Auto Uniona, Scuderie Ferrari in Maseratijevi dirkači. Med prostim treningom je Elly Beinhorn-Rosemeyer, žena Bernda Rosemeyerja, naredila dva kroga po stezi v dirkalniku Auto Union Typ C. 

### Dirka
Najbolje je iz tretjega štartnega mesta štartal Tazio Nuvolari in prevzel vodstvo, ki ga je držal do tretjega kroga, ko ga je prehitel zmagovalec zadnjih dveh prvenstvenih dirk Rosemeyer. V sedemnajstem krogu je Auto Union ostal brez dveh dirkalnikov od štirih, ko je Achille Varzi odstopil zaradi okvare motorja, Hans Stuck pa je prepozno zaviral pred tretjo šikano in doživel še drugo hudo nesrečo v zadnjem mesecu. Njegov dirkalnik je šel naravnost preko šikane in trčil v drevo. Pri tem je dirkalnik obrnilo, Stucka pa je vrglo ven. Dirkalnik je po prevračanju ponovno pristal na kolesih zraven Stucka, ki je ležal sredi steze, a je ostal praktično nepoškodovan, saj je utrpel le lažji pretres možganov. S tem je bila Rosemeyerju še dodatno olajšana pot do svoje pete in zadnje zmage sezone, drugo mesto je osvojil Nuvolari, tretje Ernst von Delius, za katerim sta se uvrstila še dva Ferrarijeva dirkača, René Dreyfus in Carlo Pintacuda. 

## Rezultati

### Dirka
| Poz | Št | Dirkač              | Moštvo             | Dirkalnik         | Krogi | Čas/Odstop         | Št. m. | Toč |
| --- | -- | ------------------- | ------------------ | ----------------- | ----- | ------------------ | ------ | --- |
| 1   | 4  | Bernd Rosemeyer     | Auto Union         | Auto Union C      | 72    | 3:43:25.0          | 1      | 1   |
| 2   | 18 | Tazio Nuvolari      | Scuderia Ferrari   | Alfa Romeo 12C-36 | 72    | +2:05.3            | 3      | 2   |
| 3   | 8  | Ernst von Delius    | Auto Union         | Auto Union C      | 70    | +2 Kroga           | 4      | 3   |
| 4   | 24 | René Dreyfus        | Scuderia Ferrari   | Alfa Romeo 12C-36 | 70    | +2 Kroga           | 8      | 4   |
| 5   | 20 | Carlo Pintacuda     | Scuderia Ferrari   | Alfa Romeo 8C-35  | 68    | +4 Krogi           | 7      | 4   |
| 6   | 16 | Piero Dusio         | Scuderia Torino    | Maserati 6C-34    | 59    | +13 Krogi          | 10     | 4   |
| Ods | 22 | Giuseppe Farina     | Scuderia Ferrari   | Alfa Romeo C      | 57    | Mehan. napaka      | 6      | 4   |
| 7   | 10 | Carlo Felice Trossi | Scuderia Torino    | Maserati V8-RI    | 49    | +23 Krogov         | 9      | 5   |
| 7   | 10 | Ettore Bianco       | Scuderia Torino    | Maserati V8-RI    | 49    | +23 Krogov         | 9      |     |
| Ods | 12 | Clemente Biondetti  | Scuderia Maremmana | Maserati 6C-34    | 30    |                    | 11     | 6   |
| Ods | 6  | Achille Varzi       | Auto Union         | Auto Union C      | 17    | Motor              | 5      | 7   |
| Ods | 6  | Rudolf Hasse        | Auto Union         | Auto Union C      | 17    | Motor              | 5      |     |
| Ods | 2  | Hans Stuck          | Auto Union         | Auto Union C      | 17    | Trčenje            | 2      | 7   |
| Ods | 14 | Pietro Ghersi       | Scuderia Maremmana | Maserati 6C-34    | 2     |                    | 12     | 7   |
| DNS |    | Rudolf Hasse        | Auto Union         | Auto Union C      |       | Rezervni dirkač    |        | 8   |
| DNS | 12 | Clemente Biondetti  | Scuderia Maremmana | Maserati 8CM      |       | Rezervni dirkalnik |        | 8   |
| DNS | 12 | Jacques de Rham     | Scuderia Maremmana | Maserati 8CM      |       | Rezervni dirkač    |        | 8   |
| DNS |    | Ettore Bianco       | Scuderia Torino    | Maserati 6C-34    |       | Rezervni dirkač    |        | 8   |